# ورنی، استونی
ورنی، استونی (به لاتین : Varni, Estonia) یک روستا در استونی است که در دهستان ریدالا واقع شده‌است.